# La Fura
La Fura és un setmanari del Penedès i una de les principals publicacions gratuïtes de Catalunya. Es defineix a si mateix com a informatiu comarcal, amb la intenció d'apropar la informació més local. Surt tots els divendres i es distribueix a través dels forns de pa de tots els pobles i viles del Penedès. El 2018 té una tirada de 25.300 exemplars i una difusió, controlada per la PGD, de 25.158 exemplars. Es distribueix en 42 municipis de l'Alt i Baix Penedès i Garraf.
És el segon setmanari més antic de Catalunya, el primer número es va publicar el 17 d'abril de 1982. Inicialment comptava amb només dotze pàgines amb vocació penedesenca. El seu fundador va ser Alfons Udina i Castell. El seu àmbit de difusió llavors era de vint municipis, però dos anys més tard, coincidint amb el número 100, ja s'estenia per tota la geografia de l'Alt i el Baix Penedès. El juny de 2012 es comença a cobrir informativament part del Garraf (Canyelles, Sant Pere de Ribes i Vilanova i la Geltrú)i a distribuir-se també en aquests municipis.
El 2006, amb l'ajut de la Generalitat, també va digitalitzar els seus arxius des de l'inici fins al 1996, en el marc del programa de conservar les col·leccions històriques de premsa, d'en facilitar l'accés i de reduir els costs de gestió d'arxius de paper.
Com a diari gratuït, els recursos econòmics provenen de la publicitat, dels anuncis personals de felicitacions o de necrològiques i de subvencions de la Generalitat de Catalunya en tant que publicació en català. El setmanari compta amb les seccions habituals de la majoria de setmanaris, destaca per la secció dedicada als castells a més de dossiers on es publica un reportatge en profunditat sobre un tema d'importància que tant pot ser local com general. És el mitjà de premsa local amb més importància al Penedès i el tercer dels quinze més llegits de tot el principat segons un estudi fet pel Baròmetre de la Comunicació i la Cultura, amb 97.000 lectors cada setmana. La publicació ha rebut diversos reconeixements, entre els quals el de l'Associació d'Empresaris de l'Alt Penedès, el Baix Penedès i el Garraf pel seu llarg recorregut o el de l'Ajuntament de Vilafranca del Penedès el 2007.
La nova etapa
El dia 22 de maig del 2015 La Fura va deixar de publicar-se per motius econòmics. Sis mesos més tard, el 2 d'octubre del 2015, un grup de quatre treballadors crea una cooperativa de treball i torna a publicar La Fura. Ho fa amb un disseny nou, mantenint en format de diari i la seva difusió, mantenint també la seva filosofia de mitjà de comunicació d'àmbit comarcal, en català i gratuït, però amb continguts renovats. Els continguts s'estructuren sobre quatre elements bàsics: Tema de la Setmana (un reportatge d'elaboració pròpia sobre algun tema d'interès i generalment acompanyat d'una entrevista), el Noticiari (amb informació sobre les comarques de l'Alt Penedès, Baix Penedès, Vegueria Penedès i secció d'Esports), el Carro Gros (una secció sobre les colles castelleres locals) i l'Agenda (una exhaustiva agenda amb els actes culturals que s'organitzen durant la setmana en els 42 municipis on es distribueix La Fura).
El maig del 2016 La Fura va rebre el Premi com a Millor Publicació Gratuïta de Catalunya, un guardó concedit en el marc de la Nit de les Revistes, organitzada per la Federació d'Associacions d'Editors de Premsa, Revistes i Mitjans Digitals. L'entitat agrupa a l'Associació de Publicacions Periòdiques en Català (APPEC), l'Associació de Mitjans d'Informació i Comunicació (AMIC) i l'Associació Catalana de la Premsa Comarcal (ACPC) i congrega a 500 capçaleres.
L'octubre del 2016, coincidint amb el primer aniversari des de la seva reedició, presenta la seva nova web: www.lafurapenedes.cat.